# Pravotice
Pravotice é um município da Eslováquia, situado no distrito de Bánovce nad Bebravou, na região de Trenčín. Tem 6,05 km² de área e sua população em 2018 foi estimada em 324 habitantes. Foi citado pela primeira vez em documento oficial no ano de 1232.

## Demografia
| Ano:        | 1994 | 2004    | 2014   | 2024    |
| ----------- | ---- | ------- | ------ | ------- |
| Broj ljudi: | 344  | 285     | 307    | 369     |
| Razlika:    |      | -17,15% | +7,71% | +20,19% |

| Ano:               | 2023 | 2024   |
| ------------------ | ---- | ------ |
| Número de pessoas: | 366  | 369    |
| Diferença:         |      | +0,81% |